# Dissorhina signata
Dissorhina signata är en kvalsterart som först beskrevs av Schwalbe 1989.  Dissorhina signata ingår i släktet Dissorhina och familjen Oppiidae. Inga underarter finns listade i Catalogue of Life.